# Сарагосское начало
Сарагосское начало — шахматный дебют, начинающийся ходом: 

1. c2-c3.
Относится к фланговым неправильным началам. Редко разыгрываемый ход, поскольку он отнимает у коня развивающуюся клетку c3. Предложено в 1917 году испанским шахматистом Хосе Хункосой из города Сарагоса (отсюда название). В 1921 в Сарагосе был проведён тематический турнир, участники которого были обязаны начинать партию ходом 1. c2-с3. Первый анализ дебюта включил в свою книгу «Современные шахматы» (1925) Анри Делер.
Самостоятельного значения Сарагосское начало начало не имеет, обычно игра сводится к другим дебютам.  Вероятно, она перейдет в лондонскую систему, атаку Торре, систему Колле или атаку Маклауда. Другая возможная идея, следующая за ответом 1.c2-с3 c7-с5, заключается в переносе в вариант Алапина. Также существует дебют Эльшада. В современной шахматной практике Сарагосское начало почти не встречается.